# Heterisobates gracilis
Heterisobates gracilis är en mångfotingart som beskrevs av Karl Wilhelm Verhoeff 1933. Heterisobates gracilis ingår i släktet Heterisobates och familjen tråddubbelfotingar. Inga underarter finns listade i Catalogue of Life.